# Аридей (лунный кратер)
Кратер Аридей (лат. Ariadaeus) — небольшой ударный кратер в западной части Моря Спокойствия на видимой стороне Луны. Название дано в честь македонского царя Филиппа III Арридея (359—317 до н. э.) и утверждено Международным астрономическим союзом в 1935 г. Образование кратера относится к позднеимбрийскому периоду.

## Описание кратера

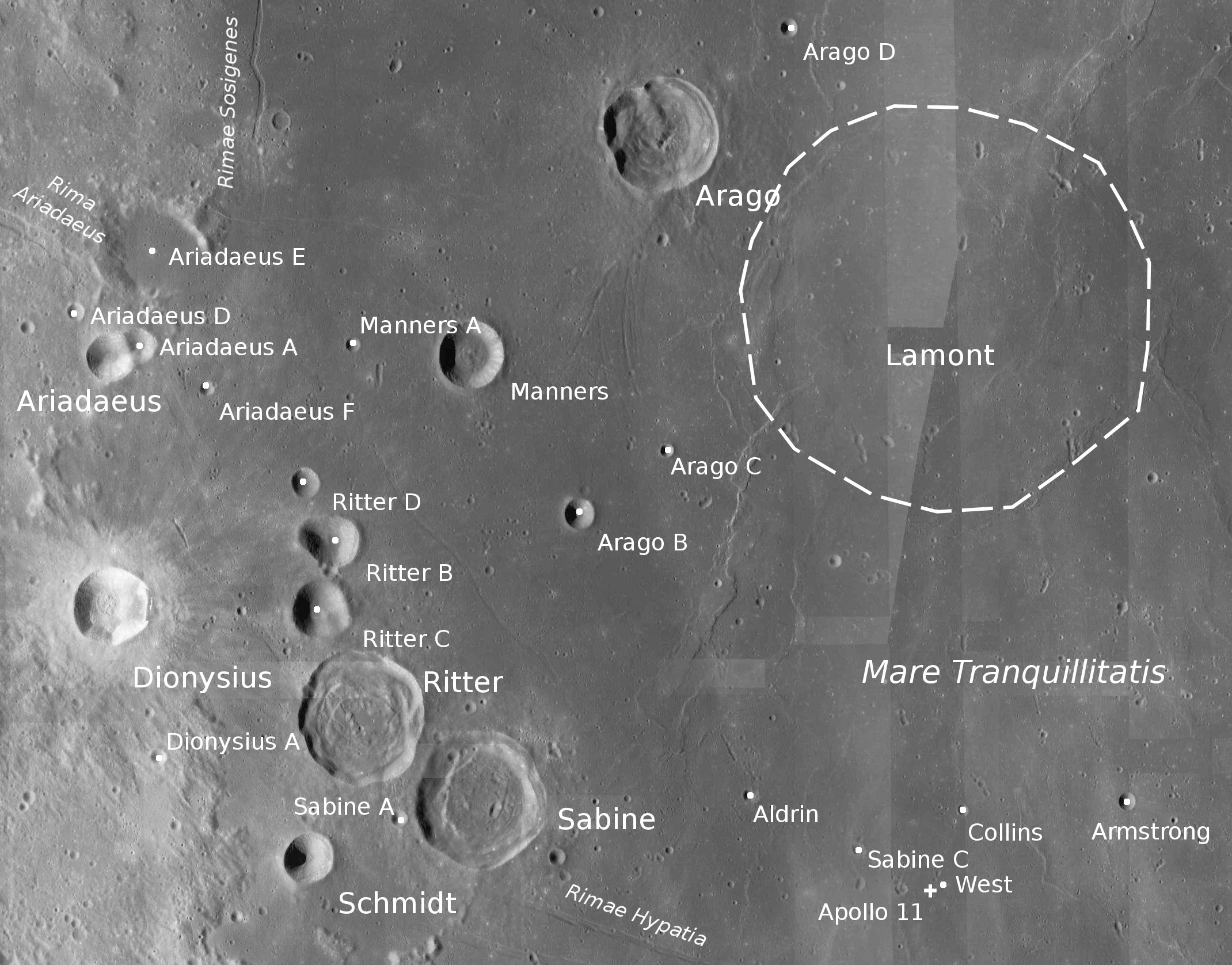
Окрестности кратера Аридей. Снимок зонда Lunar Reconnaissance Orbiter.

Кратер лежит на восточном окончании борозды Аридея, на севере от кратера находятся борозды Созигена, к юго-востоку от кратера отходят борозды Риттера. Ближайшими соседями кратера являются кратер Юлий Цезарь на северо-западе; кратер Созиген на севере; кратер Араго на востоке-северо-востоке; кратер Маннерс на востоке; кратер Риттер на юго-востоке; кратер Дионисий на юге; кратер Дарре на юго-западе; кратеры Кэли и Морган на западе-юго-западе. Селенографические координаты центра кратера — 4°33′ с. ш. 17°17′ в. д. / 4,55° с. ш. 17,28° в. д., диаметр — 10,4 км, глубина — 1,83 км.
Кратер имеет чашеобразную полигональную форму, северо-восточная часть вала перекрыта сателлитным кратером Аридей А (см.ниже). Высота вала над окружающей местностью составляет 410 м, объем кратера приблизительно 53 км³. По морфологическим признакам кратер относится к типу ALC (по названию типичного представителя этого класса — кратера Аль-Баттани C). Кратер имеет яркость 7° по таблице яркостей Шрётера.

## Сателлитные кратеры
| Аридей | Координаты                                          | Диаметр, км |
| ------ | --------------------------------------------------- | ----------- |
| A      | 4°38′ с. ш. 17°29′ в. д. / 4,64° с. ш. 17,49° в. д. | 7,9         |
| B      | 4°54′ с. ш. 15°04′ в. д. / 4,90° с. ш. 15,06° в. д. | 7,8         |
| D      | 4°53′ с. ш. 17°02′ в. д. / 4,88° с. ш. 17,03° в. д. | 3,9         |
| E      | 5°19′ с. ш. 17°38′ в. д. / 5,32° с. ш. 17,63° в. д. | 22          |
| F      | 4°19′ с. ш. 18°01′ в. д. / 4,32° с. ш. 18,01° в. д. | 3,2         |

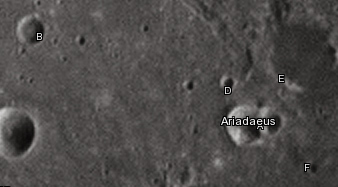
Снимок Девида Кемпбелла.

- Образование сателлитного кратера Аридей B относится к позднеимбрийскому периоду[1].